# Aubigny-la-Ronce
Aubigny-la-Ronce ist eine französische Gemeinde mit 170 Einwohnern (Stand: 1. Januar 2022) im Département Côte-d’Or in der Region Bourgogne-Franche-Comté. Sie gehört zum Arrondissement Beaune und zum Kanton Arnay-le-Duc. 
Nachbargemeinden sind Molinot im Norden, Santosse im Nordosten, Cormot-Vauchignon im Osten, Nolay im Süden, Saisy im Südwesten und Épinac im Westen. 

## Bevölkerungsentwicklung
| Jahr                       | 1962 | 1968 | 1975 | 1982 | 1990 | 1999 | 2008 | 2015 |
| -------------------------- | ---- | ---- | ---- | ---- | ---- | ---- | ---- | ---- |
| Einwohner                  | 164  | 148  | 107  | 107  | 130  | 138  | 167  | 166  |
| Quellen: Cassini und INSEE |      |      |      |      |      |      |      |      |